# Ярвинен, Йоонас
Йоонас Ярвинен (фин. Joonas Järvinen; род. 5 января 1989, Турку) — финский хоккеист, защитник.

## Биография
Воспитанник хоккейного клуба ТПС Турку. В финской лиге впервые сыграл в 2007 году. В 2010 году стал чемпионом страны в составе команды. Выступал за клуб до 2011 года, затем один сезон провёл в «Пеликанс», завоевав серебро финской лиги.
В 2012 году перебрался за океан в клуб американской лиги «Милуоки Эдмиралс». В национальную лигу пробиться не смог. В июне 2014 года подписал контракт с российским клубом «Сочи». В КХЛ в регулярном сезоне провёл 39 игр, отдал 1 голевую передачу. В плей-офф провёл ещё 4 матча.
В сезоне 2015/16 выступал за финский ХИФК. В составе клуба завоевал второе серебро в своей карьере финского чемпионата. Также сыграл 6 матчей в хоккейной Лиге чемпионов, отметился одним голевым пасом.
В сентябре 2016 года перешёл в новосозданный китайский клуб КХЛ «Куньлунь Ред Стар».
Выступал за юниорские и молодёжные сборные Финляндии на различных турнирах. За основную команду играл на евротурах, в 2010 году также сыграл 10 матчей на чемпионате мира по хоккею с шайбой.